# Blaca (Solin)
Blaca település Horvátországban Split-Dalmácia megyében. Közigazgatásilag Solinhoz tartozik.

## Fekvése
Salona központjától 1 km-re északra, a Kozjak-hegység északi, lankás lejtői alatt egy három és fél kilométer hosszú és három-négyszáz méter széles völgyben fekszik. Északról az Osoja és a Grede határolja.

## Története
Bár a települést írott források viszonylag későn, a 17. század végén említik először az ember már nagyon korán letelepedett a vidékén. Ezt elősegítette a kedvező földrajzi fekvés, a kellemes klíma és a vízforrásokban gazdag környezet. Az ember legkorábbi nyomai ma is megtalálhatók az Osoja déli lejtőjén, ahol két történelem előtti erődített település maradványa és egy nagy csoport halomsír található. E települések nemcsak a lakosság számára szolgáltak menedékül, hanem kiváló stratégiai fekvésük miatt innen ellenőrzés alatt tarthatták az egész vidéket. A nagyobb ilyen erődítmény a 490 méter magas Gradinán állt. Nemcsak a hegy csúcsát, hanem annak északi és déli oldalát is magában foglalta. Fennmaradt kőből épített töltése mintegy százötven méter hosszú és héttől tíz méter széles. Valószínű, hogy a hegy többi oldalán is hasonló méretű volt. A kisebbik erődítmény Bobani településrésztől északnyugatra, a Konjsko felé vezető út közelében, a Šiškova glavicán állt. Falai nagyon rossz állapotban maradtak meg, a magaslat meredekebb északi és nyugati oldalán egyáltalán nem láthatók. A déli oldalon mintegy húsz méter hosszan maradt meg egy nagyon alacsony falszakasz. A két várrom között Žižići és Čerine településrészektől északra mintegy tizenöt halomsír maradt fenn. A legnagyobb, a 483 méter magas Umac-hegyen található sír átmérője tizenhét méter, magassága három méter. Az ókorban itt halad át a Salonából Klissza felé menő út. Ennek közelében találta Frane Bulić atya azt a Diana istennőnek szentelt áldozati oltárt, mely a 2. vagy a 3. századból származott. A Blaca északi részén talált régészeti leletek, főként cseréptöredékek, valamint a Žižići nyugati részén található római épületmaradványok megerősítik, hogy itt az ókorban római település volt. Bár a településen nem található középkori régészeti lelőhely, mégis valószínűsíthető folyamatos élet a területén. Ennek közvetett bizonyítékát a Kozjak-hegységben álló Szent György templom körül található régi sírkövek jelentik. Blaca betelepülése a 17. század második felében, valószínűleg 1671, az új török - velencei határ kijelölése után történt, majd az új lakosság beáramlása a 18. század elején folytatódott. Az újonnan érkezettek főként a dalmáciai Zagora vidékéről érkezett katolikus horvátok voltak. A betelepülők háborúban katonai szolgálatra kötelezettek voltak, békeidőben pedig kaštelai és spliti birtokosok földjein gazdálkodtak. 1797-ben a Velencei Köztársaság megszűnésével a település a Habsburg Birodalom része lett. 1806-ban Napóleon csapatai foglalták el és 1813-ig francia uralom alatt állt. Napóleon bukása után ismét Habsburg uralom következett, mely az I. világháború végéig tartott. 1888-ban felépítették a Gyógyító boldogasszony tiszteletére szentelt új templomukat. A falunak 1857-ben 866, 1910-ben 2110 lakosa volt. Az I. világháború után rövid ideig az Olasz Királyság, ezután a Szerb-Horvát-Szlovén Királyság, majd Jugoszlávia része lett. A II. világháború idején olasz csapatok szállták meg. A háború után a település a szocialista Jugoszlávia része lett. Az 1960-as években a kivándorlás következtében a település állandó lakossága, néhány szülőhelyéhez makacsul ragaszkodó idős ember kivételével lényegében megszűnt és ez az állapot a mai napig is tart. 1991 óta számít önálló településnek, azelőtt Solin városrésze volt. Állandó lakossága 2011-ben mindössze 2 fő volt, rajtuk kívül a hétvégi házak tulajdonosai és kirándulók találhatók még az elmaradott infrastruktúrájú faluban.

## Lakosság
| Lakosság változása | Lakosság változása | Lakosság változása | Lakosság változása | Lakosság változása | Lakosság változása | Lakosság változása | Lakosság változása | Lakosság változása | Lakosság változása | Lakosság változása | Lakosság változása | Lakosság változása | Lakosság változása | Lakosság változása | Lakosság változása | Lakosság változása |
| ------------------ | ------------------ | ------------------ | ------------------ | ------------------ | ------------------ | ------------------ | ------------------ | ------------------ | ------------------ | ------------------ | ------------------ | ------------------ | ------------------ | ------------------ | ------------------ | ------------------ |
| 1857               | 1869               | 1880               | 1890               | 1900               | 1910               | 1921               | 1931               | 1948               | 1953               | 1961               | 1971               | 1981               | 1991               | 2001               | 2011               | 2021               |
| 147                | 0                  | 154                | 120                | 101                | 140                | 0                  | 0                  | 142                | 145                | 128                | 4                  | 0                  | 0                  | 0                  | 2                  | 3                  |

(1869-ben, 1921-ben és 1931-ben lakosságát Solinhoz számították. 1953 és 1971 között Solin városrésze volt. 1981-ben, 1991-ben és 2001-ben állandó lakosság nélkül.)

## Nevezetességei
A Gyógyító boldogasszony tiszteletére szentelt temploma 1888-ban épült. Solin város önkormányzata és a Blaca egyesület rendezésében minden évben megtartják Blaca napját, amikor az innen származó és a települést kedvelő emberek összegyűlnek. A nap eseményei a templomban megtartott szentmisével kezdődnek, majd utána ügyességi vetélkedőkből és zenei programokból álló vidám fesztivál veszi kezdetét.